# Дніпрово-Яненковий вал
«Дніпро́во-Яне́нковий вал» — комплексна пам'ятка природи місцевого значення в Україні. Розташована в межах Бориспільського району Київської області.
Площа 5,6 га. Перебуває у віданні Циблівської сільської громади. Пам’ятку оголошено рішенням Київської обласної ради 4 скликання від 27 жовтня 2005 року № 310-26-IV.
Важливі в історико-культурному та природному відношенні вали з цінними та рідкісними біоценозами.

## Галерея

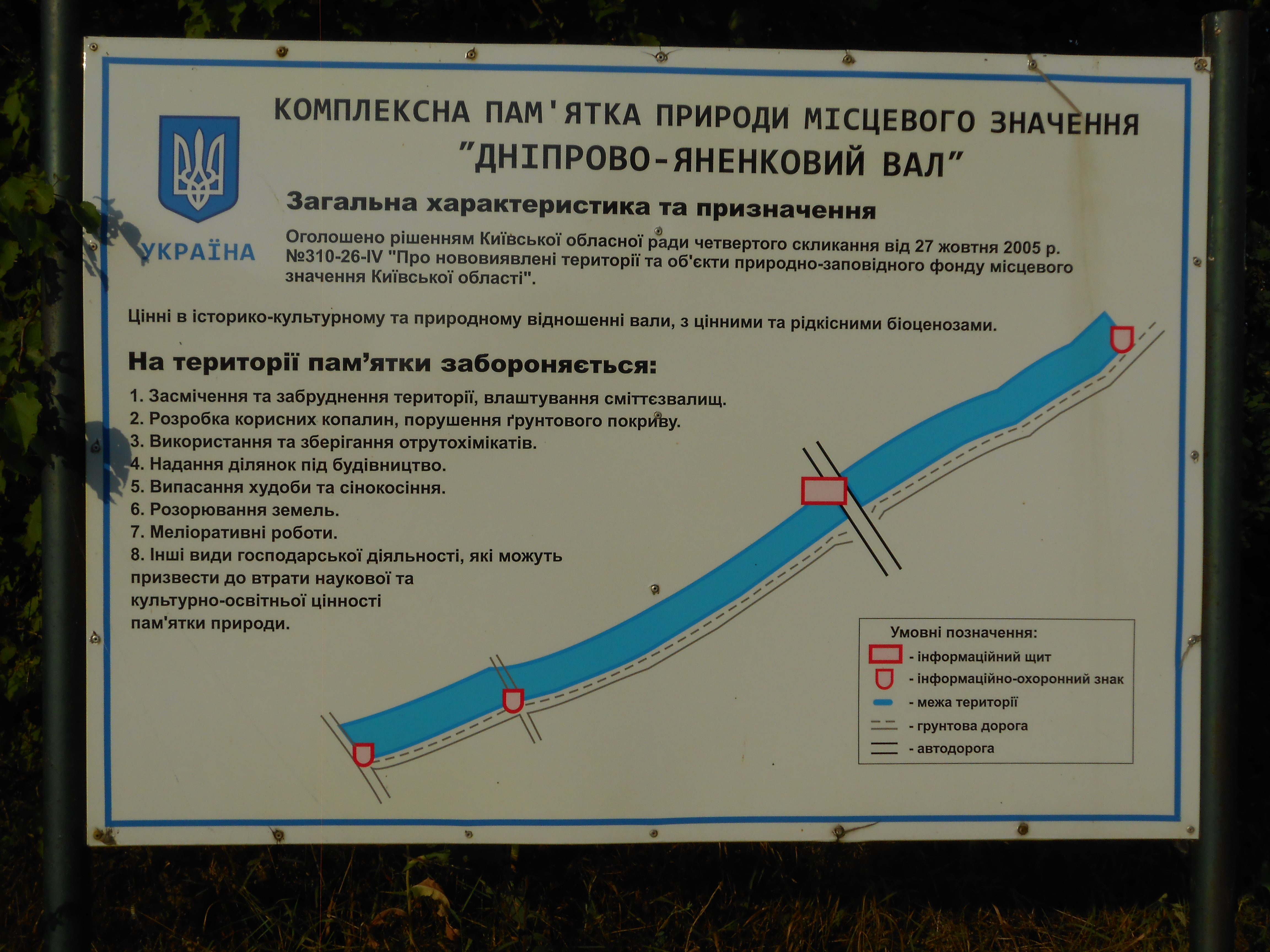
Карта пам`ятки
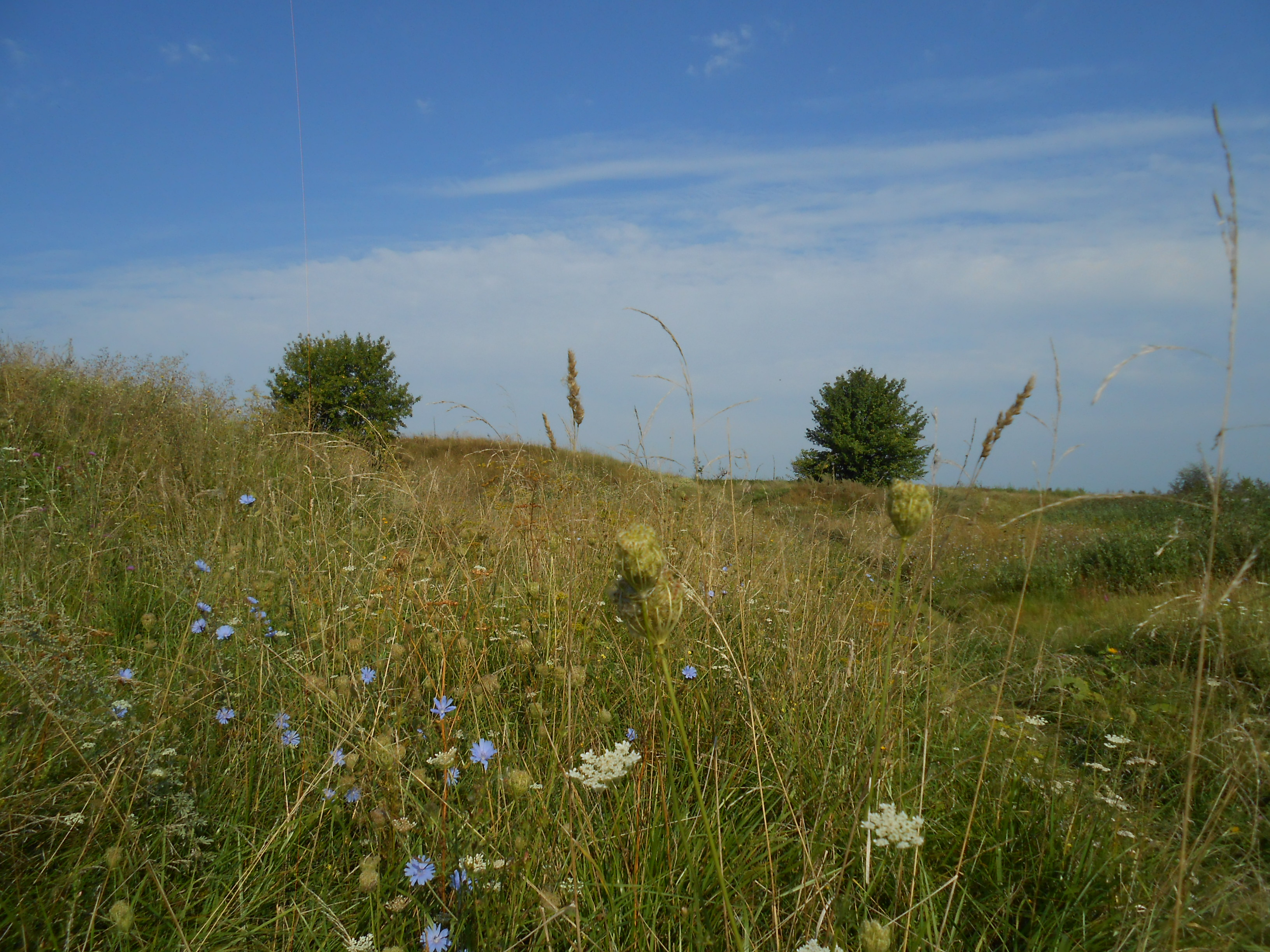
Різнотравья валу